# Ariwara no Motokata
Ariwara no Motokata (在原元方; IX secolo – X secolo) è stato un poeta giapponese waka del medio periodo Heian, vissuto tra la fine del IX secolo e l'inizio del X secolo.
Il suo nome è incluso nell'elenco antologico Chūko Sanjūrokkasen.

## Biografia
Le sue date di nascita e morte sono sconosciute e anche i dettagli della sua vita sono incerti, ma era il pronipote dell'imperatore Heizei, figlio di Ariwara no Muneyana (morto nell'898), il primo figlio di Ariwara no Narihira (825-880). Non si sa chi fosse sua madre.
Secondo il Kokin Wakashū Mokuroku (古今和歌集目録), fu adottato da suo cognato Fujiwara no Kunitsune (藤原国経).
Come cortigiano, deteneva il quinto grado anziano (正五位上?, shō go-i no jō), sebbene il Chokusen Sakusha Burui (勅撰作者部類) del XIV secolo gli attribuisse il sesto grado.

## Opera poetica
Trentatré delle sue poesie furono incluse in antologie di corte : quattordici Kokinwakashū, otto nel Gosen Wakashū, due nello Shūi Wakashū e altre nove in antologie successive dallo Shin Kokin Wakashū in poi. 
La seguente poesia è stata inclusa come la prima voce nel Kokin Wakashū , indicando l'alta considerazione in cui i compilatori probabilmente tenevano la sua poesia.
(Kokinwakashū)
Tra una e tre delle sue poesie sopravvivono nei registri di ciascuno dei numerosi raduni utaawase : il Ninna Ninomiya Uta-awase (仁和二宮歌合, 893 o prima), il Kanpyō no Oontoki Kisai no Miya no Uta-awase (寛平御時后宮歌合, scritto anche 寛平御時中宮歌合; 893 o precedente), il Teiji-in no Uta-awase (亭子院歌合, 913) e il Taira no Sadafun ga Ie no Uta-Awase (平定文家, anche 歌合 leggi Taira no Sadafumi-ke Uta-Awase). Alcuni di questi si sovrappongono ai poemi di Motokata conservati nelle antologie di corte.
Nel medioevo esisteva apparentemente una collezione privata delle sue poesie, il Motokata-kashū (元方家集), ma oggi si sa che esiste solo qualche frammento.

### Stile caratteristico
Le sue poesie sono caratterizzate da uno stile intellettuale. Fanno uso frequente della similitudine (見立て, mitate).
Le sue poesie mostrano chiaramente le caratteristiche del cosiddetto " stile Kokinshū ".